# Sergentomyia yercaudensis
Sergentomyia yercaudensis är en tvåvingeart som beskrevs av K.Ilango 2004. Sergentomyia yercaudensis ingår i släktet Sergentomyia och familjen fjärilsmyggor. Inga underarter finns listade i Catalogue of Life.
Artens utbredningsområde är Indien.